# Adriano Amici
Adriano Amici (Bologna, 15 gennaio 1943) è un ex ciclista su strada e dirigente sportivo italiano, presidente dell'associazione sportiva GS Emilia.

## Carriera
Professionista dal 1967 al 1972, ottenne un secondo posto alla Coppa Sabatini nel 1971, alle spalle di Roberto Poggiali. Ritiratosi appena ventinovenne, con soltanto 2 vittorie complessive, decide di lavorare nell'officina del padre.
Tuttavia, nel 1998 decide di vendere l'azienda di famiglia per dedicarsi all'attività di organizzatore di corse. Fonda così la GS Emilia, con la quale, nel corso degli anni, riuscirà ad organizzare dapprima la breve corsa a tappe Settimana Internazionale di Coppi e Bartali, dopodiché corse in linea come Giro dell'Emilia, Giro dell'Etna, Gran Premio Bruno Beghelli, e, successivamente, anche del Trofeo Laigueglia.

## Palmarès
- 1963

Trofeo Lignana
- 1967

Gran Premio Achille Giorgini

## Piazzamenti

### Grandi Giri
- Giro d'Italia

1970: ritirato